# 莎莉·布朗
莎莉·布朗（英語：Sally Brown），由美國漫畫家查爾斯·舒茲（Charles M. Schulz）創作的人物，在《花生漫畫》中出現。她是主角查理布朗的妹妹。曾經愛恋奈勒斯，但被查理布朗制止。

## 家庭成员与朋友
- 查理·布朗，兄長。
- 奈勒斯，以前暗恋的对象，后称为讨厌的对象。露西的弟弟。